# Ainhoa Aldanondo
Ainhoa Aldanondo Figuer (Zaragoza, 16 de septiembre de 1981) es una actriz española de teatro, televisión y cine.

## Biografía
Ainhoa Aldanondo Figuer es una actriz española. Nacida en 1981 en Zaragoza, de ascendencia vasca y aragonesa. Estudió ballet clásico desde pequeña, desde los 8 años hasta los 19 en el Conservatorio de Zaragoza y más tarde, desde los 19 hasta los 25 con María de Ávila y Ángel del Campo, con quien realizó sus primeros trabajos como bailarina.
Se formó como actriz con Juan Carlos Corazza y desarrolla una amplia experiencia teatral con directores como Joan Ollé, Jesús Castejón, Paco Ortega, Rafael Campos, Juan Carlos Corazza, Fritwin Wagner.
Con Jesús Arbués protagonizó el espectáculo Un día, una hora, nominado a mejor espectáculo revelación en los Premios Max, y con Sergio Peris-Mencheta coprotagonizó el espectáculo Incrementum por el que fue nominada a los premios de la Unión de Actores de Madrid como mejor Actriz.
En cine también participó en la ópera prima de Paula Ortiz De tu ventana a la mía.
En televisión participó en series como Sin identidad, Hospital Central, Sin tetas no hay paraíso y Hermanos y detectives.
Repite en 2016 y 2018 con Pablo Moreno con las películas Poveda y Red de Libertad y en 2017 participa en la sería de televisión producida por Movistar La Zona. En 2020 retoma el teatro, asumiendo el papel protagonista de "Sinvivir" de Miguel Alaejos.
En 2022 estrena la serie "Apagón" de Movistar dirigida por Raúl Arévalo. Ese mismo año participa en la superproducción "Asteroid City" de Wes Anderson. 

## Teatro
| Año  | Obra                                            | Director               | Notas                                                              |
| ---- | ----------------------------------------------- | ---------------------- | ------------------------------------------------------------------ |
| 2020 | Sinvivir                                        | Miguel Alaejos         |                                                                    |
| 2016 | Matar a Cervantes                               | Rebeca Ledesma         |                                                                    |
| 2015 | 2700 (dirección)                                | Ainhoa Aldanondo       |                                                                    |
| 2014 | Touché                                          | Juan Carlos Corazza    |                                                                    |
| 2013 | Alma de Dios                                    | Jesús Castejón         |                                                                    |
| 2013 | La reina mora                                   | Jesús Castejón         |                                                                    |
| 2012 | La leyenda del beso                             | Jesús Castejón         |                                                                    |
| 2011 | Incrementum                                     | Sergio Peris-Mencheta  | Nominada como Mejor Actriz de Reparto por la Union de Actores 2012 |
| 2010 | Junk space                                      | Frithwin Wagner-Lippok |                                                                    |
| 2010 | Sueño sin título                                | Juan Carlos Corazza    |                                                                    |
| 2006 | Un día, una hora                                | Jesús Arbúes           | Finalista mejor espectáculo revelación Premios Max 2006            |
| 2005 | L’hora en que res ne sabiem els uns dels altres | Joan Ollé              |                                                                    |
| 2005 | El aniversario                                  | Pilar Laveaga          |                                                                    |
| 2004 | A lo lejos veo un sueño                         | Alfonso Pablo          |                                                                    |
| 2003 | Lisístrata                                      | Pilar Laveaga          |                                                                    |
| 2003 | Las burlas de las Mujeres                       | Pilar Laveaga          |                                                                    |
| 2002 | Pasiones                                        | Pilar Laveaga          |                                                                    |
| 2002 | Más o menos Shakespeare                         | Rafael Campos          |                                                                    |
| 2002 | Farsa de espectros                              | Cristina Yáñez         |                                                                    |

## Televisión
| Año  | Título                   | Personaje                | Canal      |
| 2022 | Apagón                   | Mayte jefa de enfermería | Movistar + |
| 2017 | La Zona                  | Juliana                  | MoviStar + |
| 2014 | Sin identidad            |                          | Antena 3   |
| 2012 | Hospital Central         | Lourdes                  | Telecinco  |
| 2009 | Sin tetas no hay paraíso |                          | Telecinco  |
| 2009 | Hermanos y detectives    | Presentadora             | Telecinco  |
| 2006 | Alsa Kadula              |                          | Aragón Tv  |
| 2006 | Que viene el lobo        |                          | Aragón Tv  |

## Cine
| Año  | Título                                               | Personaje                     | Director       |
| ---- | ---------------------------------------------------- | ----------------------------- | -------------- |
| 2023 | Asteroid City                                        | Estudiante de arte dramático  | Wes Anderson   |
| 2018 | Red de Libertad                                      | Enriette                      | Pablo Moreno   |
| 2016 | Poveda                                               | Amelia del Pozo               | Pablo Moreno   |
| 2015 | Luz de soledad                                       | Carmen                        | Pablo Moreno   |
| 2013 | Un Dios prohibido                                    | Ángeles                       | Pablo Moreno   |
| 2011 | De tu ventana a la mía                               | Emfermera                     | Paula Ortiz    |
| 2011 | ¿Qué os parece si me pongo el pijama? (cortometraje) | Mujer acompañante del suicida | Miguel Bardem  |
| 2010 | Inmortal (cortometraje)                              | María                         | Álvaro Moriano |
| 2009 | Ondas                                                | Monja                         | Fernando Vera  |
| 2002 | Dr. Tabernier                                        | Ana                           | Fernando Vera  |

## Premios
14ª edición de los Premios Simón
| Categoría          | Candidato      | Resultado |
| ------------------ | -------------- | --------- |
| Mejor cortometraje | Las cucarachas | Ganador   |